# Kanton Quito
Der Kanton Quito, offizielle Bezeichnung: Distrito Metropolitano de Quito, befindet sich in der Provinz Pichincha nordzentral in Ecuador. Er besitzt eine Fläche von 4218 km². Im Jahr 2022 lag die Einwohnerzahl bei rund 2.679.800. Verwaltungssitz des Kantons ist die Hauptstadt Quito mit 1.607.734 Einwohnern (Stand 2010). Der Kanton Quito wurde 1824 gegründet.

## Lage
Der Kanton Quito umfasst den zentralen Teil der Provinz Pichincha. Das Gebiet erstreckt sich über das Andenhochtal flankiert von der Cordillera Occidental im Westen und der Cordillera Real im Osten. Im äußersten Südosten erhebt sich der Vulkan Cotopaxi. Der Río Guayllabamba entwässert das Areal nach Norden und fließt anschließend entlang der nördlichen Kantonsgrenze nach Westen. Die Hauptstadt Quito befindet sich auf einer Höhe von 2850 m.
Der Kanton Quito grenzt im Nordosten an die Kantone Pedro Moncayo und Cayambe, im Osten an die Provinz Napo mit den Kantonen El Chaco, Quijos und Archidona, im Süden an die Kantone Rumiñahui und Mejía, im Westen an die Provinz Santo Domingo de los Tsáchilas mit dem Kanton Santo Domingo, im Nordwesten an die Kantone San Miguel de los Bancos und Pedro Vicente Maldonado sowie im Norden an die Provinz Imbabura mit den Kantonen Cotacachi und Otavalo.

## Verwaltungsgliederung

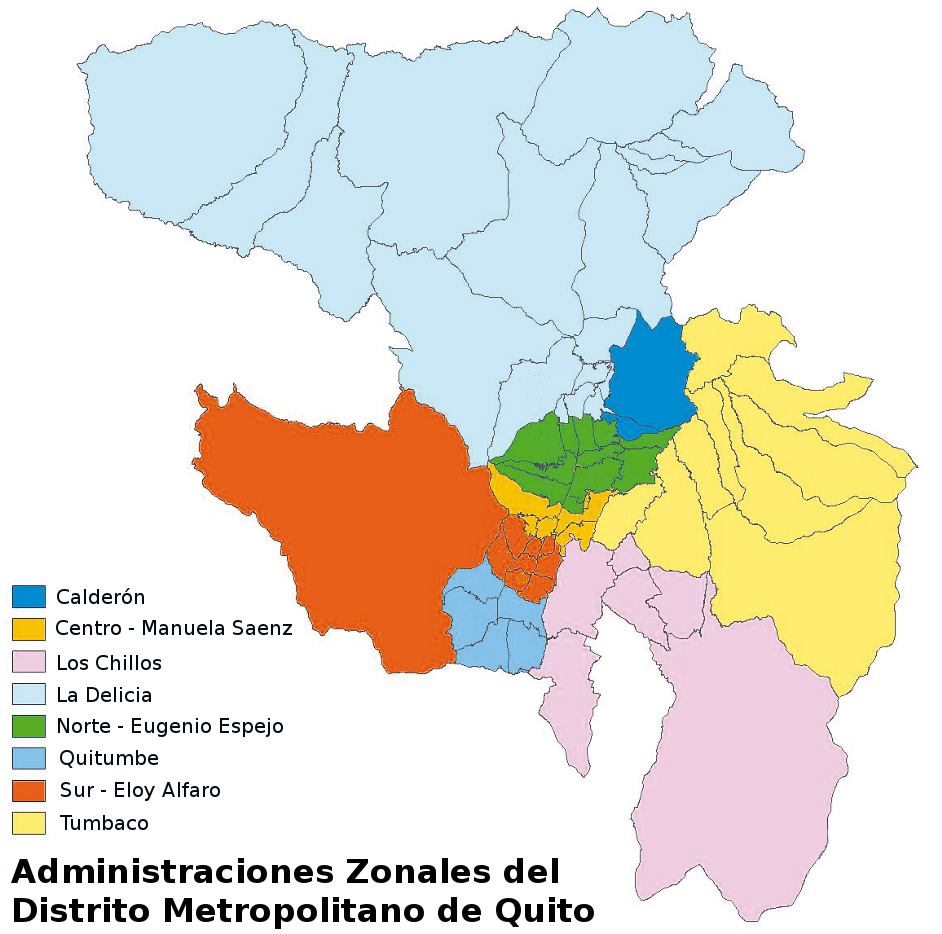
Lage der Verwaltungszonen

Parroquias rurales

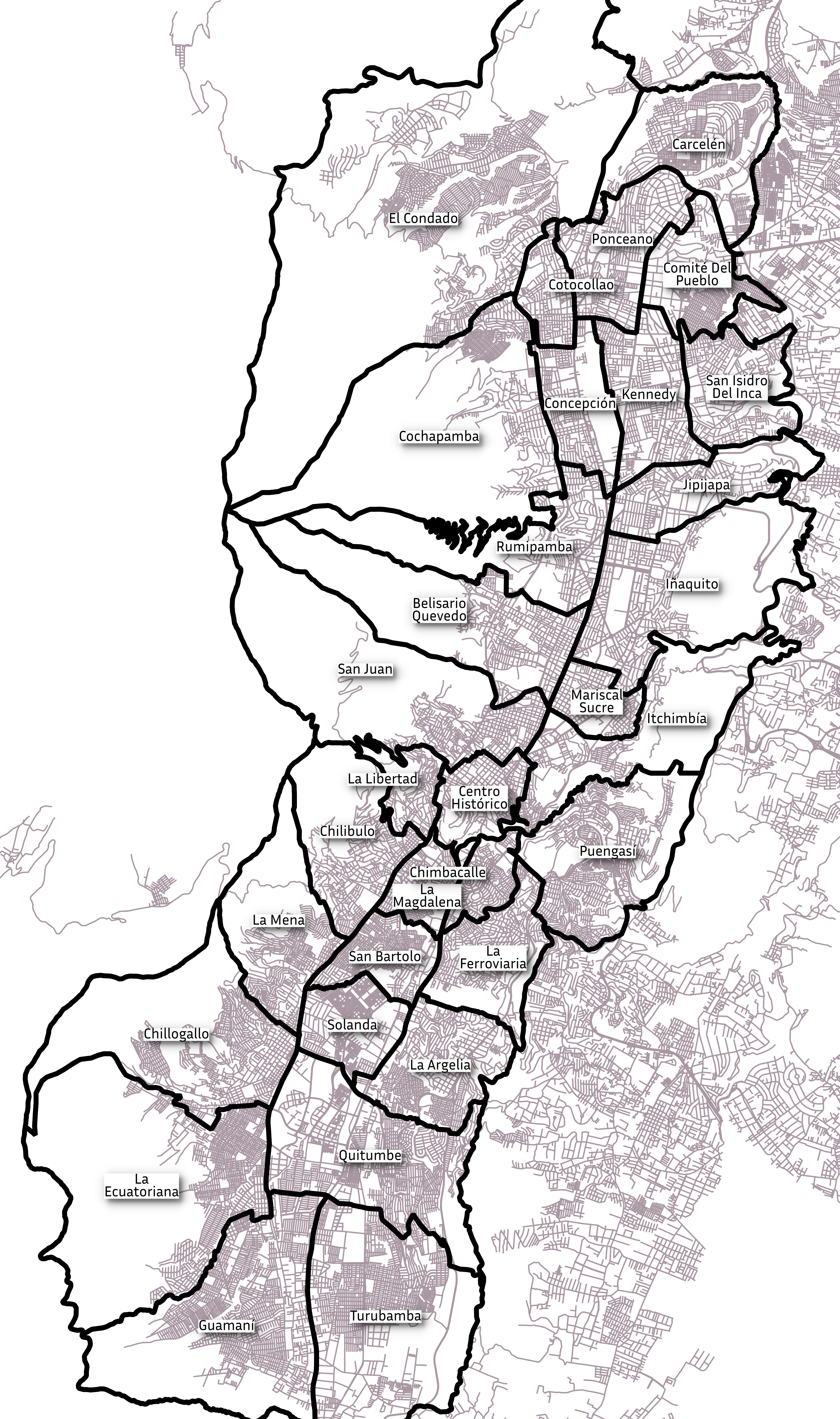
Parroquias urbanas

Der Kanton Quito wird in 32 Parroquias urbanas („städtisches Kirchspiel“) sowie in 33 Parroquias rurales („ländliches Kirchspiel“) gegliedert. Diese werden zu 8 Verwaltungszonen (Administractiones zonales) zusammengefasst, die jeweils von einem vom Alcalde Metropolitano ernannten Verwalter koordiniert werden.
Im Folgenden eine Liste der Parroquias (Parroquias rurales zur Unterscheidung in Fettschrift):
Verwaltungszone Calderón:
- Calderón
- Llano Chico

Verwaltungszone Eloy Alfaro:
- Chilibulo
- Chimbacalle
- La Argelia
- La Ferroviaria
- La Magdalena
- La Mena
- Lloa
- San Bartolo
- Solanda

Verwaltungszone Eugenio Espejo:
- Atahualpa
- Belisario Quevedo
- Chavezpamba
- Cochapamba
- Comité del Pueblo
- Guayllabamba
- Iñaquito
- Jipijapa
- Kennedy
- La Concepción
- Mariscal Sucre
- Nayón
- Perucho
- Puéllaro
- San Isidro del Inca
- San José de Minas
- Rumipamba
- Zámbiza

Verwaltungszone La Delicia:
- Calacalí
- Carcelén
- Cotocollao
- El Condado
- Gualea
- Nanegal
- Nanegalito
- Nono
- Pacto
- Pomasqui
- Ponceano
- San Antonio de Pichincha

Verwaltungszone Los Chillos:
- Alangasí
- Amaguaña
- Conocoto
- Guangopolo
- La Merced
- Píntag

Verwaltungszone Manuela Sáenz:
- Centro Histórico
- Itchimbía
- La Libertad
- Puengasí
- San Juan

Verwaltungszone Quitumbe:
- Chillogallo
- Guamaní
- La Ecuatoriana
- Quitumbe
- Turubamba

Verwaltungszone Tumbaco:
- Checa
- Cumbayá
- El Quinche
- Pifo
- Puembo
- Tababela
- Tumbaco
- Yaruquí

Ferner gibt es den speziellen touristischen Verwaltungsbereich (Administración Especial Turística) La Mariscal. Dieser umfasst 5 Barrios der Parroquia Mariscal Sucre. Diese sind: La Mariscal, El Girón, La Floresta, La Colón und La Paz.

## Geschichte
Entwicklung der Einwohnerzahl im Kanton Quito bei landesweiten Volkszählungen zum jeweiligen Gebietsstand:
| Jahr                    | Einwohner | +/-    |
| ----------------------- | --------- | ------ |
| 1950                    | 319.221   | –      |
| 1962                    | 510.286   | 59,9 % |
| 1974                    | 782.671   | 53,4 % |
| 1982                    | 1.116.035 | 42,6 % |
| 1990                    | 1.409.845 | 26,3 % |
| 2001                    | 1.839.853 | 30,5 % |
| 2010                    | 2.239.191 | 21,7 % |
| 2022                    | 2.679.722 | 19,7 % |
| Datenherkunft: Wikidata |           |        |

## Ökologie
Im Nordwesten des Kantons befindet sich das Schutzgebiet Reserva Geobotánica Pululahua.